# David Palmi
David Palmi (* 23. března 1980) je český automobilový závodník.

## Životopis
Je synem bývalého závodního jezdce Iva Palmiho.
V roce 2000 byl pátý v klasifikaci Czech Formula Ford a o rok později čtvrtý. V roce 2002 vyhrál s vozem Faster 99-Škoda Mistrovství České republiky v divizi 3 a vyhrál také Pohár Formule Ford BPA. V roce 2003 opět vyhrál Ford BPA Formula Cup. V letech 2003–2004 byl vicemistrem České republiky v divizi 3. V roce 2007 koupil vůz Formula Renault. Poté soutěžil v polské formuli 2000 (15. místo v celkové klasifikaci) a rakouské formuli Renault 2.0 (jedna výhra, šesté místo v konečné klasifikaci). V roce 2008 se stal vicemistrem Centrální zóny ve 2. divizi, a také vicemistrem České republiky ve 2. divizi. Sezóna 2009 skončila druhým titulem mistra ČR a Formule Renault 2.0 Carpathian Cup. V té době se také zúčastnil rakouské (deváté místo) a severoevropské formule Renault 2.0 (pozice 33). V roce 2010 opět vyhrál Formule Renault 2.0 Karpatský pohár. Byl desátý v Severoevropském poháru Formule Renault 2.0 a čtrnáctý ve třídě E2-2000 středoevropského mistrovství. Rok 2011 je třináctým místem v klasifikaci rakouského Formule Renault Cup. Ve stejném roce začal spolupracovat s Extreme Racing a začal závodit s BMW E46. O rok později tým Extreme Racing změnil název na AF Cars a koupil Ferrari F430 GT a v roce 2013 – Ferrari 458 GT3. Palmi se poté zúčastnil série Superstars GT Sprint. V roce 2015 se BMW E46 vrátilo do závodů a obsadilo s Palmim za volantem sedmé místo ve třídě D4-2000 evropského mistrovství ve střední zóně. V sezóně 2016 soutěžil s BMW Z4 GT3 ve třídě D4.